# Mistrzostwa Świata w Snowboardzie 2009
8. Mistrzostwa Świata w Snowboardzie 2009 odbyły się w południowokoreańskiej miejscowości Gangwon w dniach 18–24 stycznia 2009 r. Startowało 45 reprezentacji narodowych.

## Wyniki

### Mężczyźni
| Konkurencja                 | Data        | Złoto              | Czas/Pkt           | Srebro           | Czas/Pkt         | Brąz             | Czas/Pkt         |
| Snowcross szczegóły         | 18 stycznia | Markus Schairer    | Markus Schairer    | Xavier de Le Rue | Xavier de Le Rue | Nick Baumgartner | Nick Baumgartner |
| Gigant Równoległy szczegóły | 20 stycznia | Jasey-Jay Anderson | Jasey-Jay Anderson | Sylvain Dufour   | Sylvain Dufour   | Matthew Morison  | Matthew Morison  |
| Slalom Równoległy szczegóły | 21 stycznia | Benjamin Karl      | Benjamin Karl      | Sylvain Dufour   | Sylvain Dufour   | Patrick Bussler  | Patrick Bussler  |
| Half-Pipe szczegóły         | 23 stycznia | Ryō Aono           | 47,3               | Jeff Batchelor   | 44,4             | Mathieu Crepel   | 43,3             |
| Big Air szczegóły           | 24 stycznia | Markku Koski       | 55,6               | Seppe Smits      | 53,0             | Stefan Gimpl     | 51,0             |

### Kobiety
| Konkurencja                 | Data        | Złoto               | Czas/Pkt            | Srebro         | Czas/Pkt      | Brąz                      | Czas/Pkt                  |
| Snowcross szczegóły         | 18 stycznia | Helene Olafsen      | Helene Olafsen      | Olivia Nobs    | Olivia Nobs   | Mellie Francon            | Mellie Francon            |
| Gigant Równoległy szczegóły | 20 stycznia | Marion Kreiner      | Marion Kreiner      | Doris Günther  | Doris Günther | Patrizia Kummer           | Patrizia Kummer           |
| Slalom Równoległy szczegóły | 21 stycznia | Fränzi Mägert-Kohli | Fränzi Mägert-Kohli | Doris Günther  | Doris Günther | Jekatierina Tudiegieszewa | Jekatierina Tudiegieszewa |
| Half-Pipe szczegóły         | 23 stycznia | Liu Jiayu           | 43,5                | Holly Crawford | 39,6          | Paulina Ligocka           | 38,5                      |

## Klasyfikacja medalowa
| Miejsce | Państwo           |   |   |   | Razem |
| ------- | ----------------- | - | - | - | ----- |
| 1       | Austria           | 3 | 2 | 1 | 6     |
| 2       | Szwajcaria        | 1 | 1 | 2 | 4     |
| 3       | Kanada            | 1 | 1 | 1 | 3     |
| 4       | Chiny             | 1 | - | - | 1     |
| 4       | Finlandia         | 1 | - | - |       |
| 4       | Japonia           | 1 | - | - | 1     |
| 4       | Norwegia          | 1 | - | - | 1     |
| 8       | Francja           | - | 3 | 1 | 4     |
| 9       | Australia         | - | 1 | - |       |
| 9       | Belgia            | - | 1 | - | 1     |
| 11      | Niemcy            | - | - | 1 | 1     |
| 11      | Polska            | - | - | 1 | 1     |
| 11      | Rosja             | - | - | 1 | 1     |
| 11      | Stany Zjednoczone | - | - | 1 | 1     |